# Zane Lowe
Pour les articles homonymes, voir Lowe.
Zane Lowe, de son vrai nom Alexander Zane Reid Lowe, est un animateur de radio et un présentateur de télévision néo-zélandais vivant en Angleterre. Il présente l'une des émissions musicales les plus populaires sur la radio britannique BBC Radio 1, dans laquelle il passe divers genre de musique, rock, punk, drum and bass, hip-hop anglais, etc. Il est aussi un présentateur emblématique de la chaîne de télévision européenne MTV2 Europe, dans laquelle il présente l'émission Gonzo, après avoir été VJ sur MTV depuis 1997. Il est depuis le 30 juin 2015, animateur sur la radio Beats One d'Apple Music.